# Eldonkort
Et eldonkort kan bruges til at finde ens blodtype i AB0-blodtypesystemet eller Rhesus-blodtypesystemet.
Det blev opfundet af den danske læge Knud Eldon i 1954. 
Eldonkortet består af 4 felter: 3 antistoffer og 1 kontrolfelt. Antistofferne er henholdsvist A, B og D, hvor D er det antistof som fremkommer ved Rhesus-positiv. Når antistofferne reagerer med deres tilsvarende antigener, bliver blodet agglutineret(klumpet), og det ses derfor tydeligt hvilke antigener blodet indeholder.
- Blodtype A indeholder antigenet A, og samtidig antistoffet B.
- Blodtype B indeholder antigenet B, og samtidig antistoffet A.
- Blodtype AB indeholder antigenerne A og B, men ingen antistoffer.(AB vil derfor ses som en agglutination i både A og B feltet)
- Blodtype 0 indeholder ingen antigener, men samtidig antistofferne A og B.
- Rhesus-positiv indeholder antigenet D, men ingen antistoffer.
- Rhesus-negativ indeholder ingen antigener, men kan danne antistof D.

Sammenhængen kan forsimples i nedenstående skema. x markerer de felter på eldonkortet hvor der sker agglutination, og blodtypen kan således aflæses i venstre side af skemaet. 
| Blodtype | Anti-A | Anti-B | Anti-D | Kontrol |
| -------- | ------ | ------ | ------ | ------- |
| 0-Rhpos  |        |        | x      |         |
| 0-Rhneg  |        |        |        |         |
| A-Rhpos  | x      |        | x      |         |
| A-Rhneg  | x      |        |        |         |
| B-Rhpos  |        | x      | x      |         |
| B-Rhneg  |        | x      |        |         |
| AB-Rhpos | x      | x      | x      |         |
| AB-Rhneg | x      | x      |        |         |